# Сенке (филм)
Сенке је македонски филм из 2007. године. Режију, продукцију и сценарио потписује Милчо Манчевски. Филм је снимљен на неколико локација у Скопљу и Охриду, те на неколико других локација широм Република Македонија. Сенке су биле македонски кандидат за награду на 80. додјели Оскара, али филм није прошао у избор пет најбољих филмова.

## Радња
Успешан млади доктор, Лазар Перков, ожењен је прелијепом женом са којом има дијете. Његови пријатељи и рођаци га зову "Лаки". Наизглед има све. Изгледа понекад превари. Упркос свим земаљским задовољствима, Лазар константно покушава задовољити своју мајку, оца и незаинтересовану жену. Сваког дан му је исти, све док један дан не доживи озбиљну саобраћајну несрећу.
После опоравка, Лазар се суочава са људима који очигледно умиру неколико пута и увијек носе исту поруку: "Врати шта није твоје. Поштуј ". Кад Лазар схвати да су ти привиди, не само снови, већ дио свакодневног живота, долази до закључка да су то изгубљене душе које још нису пронашле мир на другом свијету и покушава да открију шта стварно треба да се врати.

## Улоге
| Глумац/Глумица            | Улога            |
| ------------------------- | ---------------- |
| Борче Начев               | Др. Лазар Перков |
| Салаетин Билал            | Герасим          |
| Весна Станојевска         | Менка            |
| Сабина Ајрула             | Др. Вера Перкова |
| Ратка Радмановић          | Калина           |
| Петар Мирчевски           | Благојче         |
| Илко Стефановски          | Др. Карпузовски  |
| Владимир Јачев            | Др. Шишкин       |
| Гоце Влахов               | проф. Кокале     |
| Филарета Здравковић       | Гордана          |
| Диме Илијев               | Игњат Перков     |
| Борис Чоревски            | Стамат           |
| Изабела Новотни           | Изабела          |
| Васил Шишков              | Монах            |
| Јоана Поповска            |                  |
| Благоја Спиркоски Џумерко |                  |
| Нино Леви                 | Михо             |
| Лазе Манасковски          | Таксист          |
| Владо Дојчиновски         | Борче            |

## Реакције и критике
Филм је премијерно приказан на Међународном филмском фестивалу у Торонту, а представљен је и на неколико других познатих фестивала. У основи, филм је добро прихваћен, а један филмски критичар је рекао да је то "најамбициознији филм Манчевског". Патрик Мак Гевин из "Скрин Дејлија" је рекао да су Сенке "гламурозан и просјечан [и да Манчевски ...] има добро око за композицију, вођену сензуалном, лијепом фотографијом италијанског сниматеља Фабија Чанкетија." Као посебан квалитет филма, Мек Гевин издваја и "заводљиву, откривајућу улогу живахне и нарочито привлачне младе глумице Весне Станојевске, професионалне музичарке у овом филму. Даје му посебан еротски интензитет.". 
За директора филма, међутим, Милча Манчевског, Сенке "је прича о односу са својим најближим". Заједно са Бал-кан-кан, Сенке су најгледанији филм у македонској кинематографији.